# Яцек Гмох
Яцек Войцех Гмох (пол. Jacek Wojciech Gmoch, нар. 13 січня 1939, Прушкув) — польський футболіст, що грав на позиції захисника. По завершенні ігрової кар'єри — футбольний тренер. Відомий тим, що заснував так званий інформаційний банк для збірної Польщі.
Виступав, зокрема, за клуб «Легія», а також національну збірну Польщі.

## Клубна кар'єра
У дорослому футболі дебютував 1956 року виступами за команду «Зніч» (Прушкув), в якій провів три сезони.
1960 року перейшов до «Легії», за яку відіграв 9 сезонів, провівши 190 матчів в чемпіонаті. За цей час виборов титул чемпіона Польщі. Через важку травму завершив професійну кар'єру футболіста у 1968 році.

## Виступи за збірні
Захищав кольори олімпійської збірної Польщі. У складі цієї команди провів 2 матчі.
1962 року дебютував в офіційних матчах у складі національної збірної Польщі. Протягом кар'єри у національній команді провів у формі головної команди країни 27 матчів.

## Кар'єра тренера
Після завершення ігрової кар'єри Яцек залишився у «Легії», де працював асистентом головного тренера Едмунда Зентари, а з 1971 року працював асистентом тренера збірної Польщі Казімежа Гурського.
1976 року, після уходу Казімежа, Гмох очолив тренерський штаб збірної Польщі, яку вивів на чемпіонат світу 1978 року в Аргентині, де зайняв з командою 5-6 місце.
В 1979 році очолював норвезький «Скейд», після чого переїхав до Греції, де тренував низку місцевих клубів. Найваищими досягненнями став золотий дубль з «Панатінаїкосом» у сезоні 1983/84, а також перемога в чемпіонаті з «Ларисою» в сезоні 1987/88, яка стала першою і наразі єдиною в історії команди. Також у 1991—1993 роках тренував кіпрський АПОЕЛ, з яким в першому сезоні виграв місцевий чемпіонат, а в другому — Кубок.

## Титули і досягнення

### Як гравця
- Чемпіон Польщі (1):

«Легія»: 1968–69
- Володар Кубка Польщі (2):

«Легія»: 1963–64, 1965–66

### Як тренера
- Чемпіон Греції (2):

«Панатінаїкос»: 1983–84
«Лариса»: 1987–88
- Володар Кубка Греції (1):

«Панатінаїкос»: 1983–84
- Чемпіон Кіпру (1):

АПОЕЛ: 1991–92
- Володар Кубка Кіпру (1):

АПОЕЛ: 1992–93